# Governatorato di Quneitra
Il governatorato di Quneitra (in arabo مُحافظة القنيطرة‎?, Muḥāfaẓat al-Qunayṭra) è uno dei quattordici governatorati della Siria. Posto nella parte meridionale del paese al confine con Giordania, Israele e Libano, è stato il meno popolato dello Stato siriano con circa 37 000 abitanti. La capitale storica è stata la città fantasma di Quneitra, ma dal 1986 la città di Madinat al-Baath è de facto il centro amministrativo del governatorato.
Circa 1176 km² del governatorato sono stati occupati da Israele durante la guerra del Kippur e sono amministrati dal distretto Settentrionale.

## Storia
Teatro di scontro tra Israeliani e Siriani durante la guerra dei sei giorni, la regione fu occupata da Israele. Dopo il ritiro israeliano dalla zona, le alture del Golan, che prima facevano parte della regione, rimasero in mano israeliana, mentre il restante territorio venne lasciato alla Siria. Città principale che dà il nome a questo governatorato è proprio la città di Quneitra, che attualmente si trova all'interno della fascia di sicurezza dell'ONU, tra il confine israeliano sulle Alture del Golan e il confine siriano di questa provincia.